# Il banchetto di nozze
Il banchetto di nozze (喜宴 Hsi yen) è un film diretto da Ang Lee, vincitore dell'Orso d'Oro 1993, inoltre fu anche nominato al Premio Oscar 1994 come miglior film straniero.
Nel 2023 è stato selezionato per la conservazione nel National Film Registry degli Stati Uniti dalla Biblioteca del Congresso come "culturalmente, storicamente o esteticamente significativo".

## Trama
Wai-Tung è un giovane imprenditore taiwanese che vive da anni negli U.S.A. con il fidanzato americano Simon. Wai-Tung, su pressione dei due anziani genitori che lo vorrebbero sistemato, partecipa a numerosi incontri combinati con ragazze di buona famiglia, ma è stanco di nascondere ai genitori la sua omosessualità. 
 Per non deluderli però, finge d'essersi fidanzato con Wei-Wei, giovane e squattrinata pittrice cinese, amica della coppia, che tra l'altro ha il visto per gli U.S.A. in scadenza. 
 Alla notizia che attendevano da così tanto tempo, i genitori di Wai-Tung, entusiasti, decidono così di partire per l'America per conoscere la nuora, nonostante le condizioni di salute del padre di Wai-Tung non siano buone. 
 Wei-Wei si trasferisce dalla coppia e i tre fingono che Simon sia il loro coinquilino. Wei-Wei e Wai-Tung organizzano un matrimonio semplicissimo e rapido in municipio, ma i genitori di lui, vedendo tensione tra gli sposi ed equivocandone il motivo, s'intromettono organizzando un sontuoso matrimonio tradizionale che culmina con la "messa a letto" degli sposi. La permanenza dei genitori, che non capiscono perché la coppia abbia bisogno d'un coinquilino, continua a creare tensioni in casa. A ciò s'aggiunge un imprevisto: durante la prima notte di nozze la coppia ha consumato il matrimonio e Wei-Wei è rimasta incinta. 
 Dopo un crescendo di liti e incomprensioni Wai-Tung, Wei-Wei e Simon troveranno un equilibrio per tutti loro.